# Lugaid Lámderg
Per figure omonime vedi Lugaid
Lugaid Lámderg (... – ...) figlio di Eochaid Uaircheas, fu, secondo la leggenda e la tradizione storica irlandese medievale, re supremo d'Irlanda.
Il Lebor Gabála Érenn dice che regnò insieme a Conaing Bececlach, dominando sulla metà meridionale dell'Irlanda dopo aver ucciso il fratello di Conaing, Eochu Fíadmuine. Goffredo Keating e gli Annali dei Quattro Maestri affermano invece che egli depose Conaing quando gli uccise il fratello, salendo così sul trono di tutta l'Irlanda. Regnò per sette anni, dopodiché Conaing lo uccise, prendendo per sé il trono dell'Irlanda. Il Lebor Gabála sincronizza la carriera di Conaing con quelli di Artaserse I  (465-424 a.C.) e di Dario II (423-404 a.C.) di Persia. Goffredo Keating data il suo regno dal 616 al 609 a.C., gli Annali dei Quattro Maestri dall'839 all'832 a.C.

### Fonti antiche
- Seathrún Céitinn, Foras Feasa ar Éirinn 1.27
- Annali dei Quattro Maestri M4361-4368